# Emilia Zoryan
Emilia Ares Zoryan  (Armenia, 21 de octubre de 1990) es una actriz armenia-estadounidense de cine y televisión, que además participa como modelo para comerciales.

## Biografía
Emilia Zoryan nació en Armenia y fue criada en Los Ángeles, California. Se graduó en la Palisades Charter High School con honores. Mientras estudiaba en la Universidad de California en Los Ángeles, en la cual terminó su licenciatura en Economía, Emilia comenzó a trabajar en comerciales y consiguió su primer papel en la película Falling Overnight.
Zoryan hizo su debut cinematográfico en la cinta Falling Overnight como Chloe Webb, una joven fotógrafa que desarrolla una relación con Elliot Carson (Parker Croft) un día antes de que tenga una cirugía para extirpar un tumor cerebral maligno. También actuó en la tercera entrega de la popular franquicia de terror V/H/S: Viral.

## Filmografía
- Falling Overnight como Chloe Webb (2011).
- My trip to the dark side como Vixen  (2011).
- Lose yourself como Vixen  (2012).
- Tangential lives como Lilian  (2013).
- Covetous como Amelia  (2013).
- Tissue como Emilia  (2013).
- Unstrung como Anastasia  (2014).
- V/H/S: Viral como Iris  (2014).
- Jhonny Games como Katrina Games  (2016).
- American Horror Story: Apocalypse como Anastasia Romanov  (2018).